# Jorge Calvo (Schauspieler)
Jorge Calvo Guadarrama (* 1. November 1968 in Valladolid, Spanien) ist ein spanischer Regisseur und Bühnen- und Filmschauspieler.

## Karriere
Der aus der Provinz Kastilien-León stammende Calvo scheut sich nicht vor Herausforderungen, auch wenn sie ausgefallen sind. Er gilt als vielseitiger Schauspieler, der in Serien wie Manos a la obra, Isabel, El secreto de Puente Viejo und Amar es para siempre sowie in Filmen wie La caja 507 (Box 507) mitwirkte. Der, nach seiner eigenen Aussage, ungewöhnliche Teil seiner Karriere, begann im Sommer 2018. Er war auf der Suche nach neuen Tätigkeitsfeldern, als er erfuhr, dass eine Produktionsfirma einen hispanischen Schauspieler für eine Rolle in einem Theaterstück in Frankreich suchte. Calvo ist seit Jahren mit Rossy de Palma befreundet und bat sie, ihn für das Casting vorzuschlagen. De Palmae erzählte ihnen von ihm, er macht ein Video und wurde für die Rolle genommen. Die Proben für das Stück Huit euros de l´heure (Acht Euro die Stunde) begannen am 20. November 2018 im Théâtre Antoine in Paris. Calvo wusste, dass die Herausforderung weit über die Komplexität einer weiblichen Rolle hinausging, nämlich die der Rosa, einer mexikanischen Putzfrau unter der Regie von Sébastien Thiéry. Als er in Paris ankam, konnte er kein Wort Französisch, außer Merci und Bonjour. Durch diese Rolle wurde der französische Komiker und Regisseur Dany Boon auf ihn aufmerksam und engagierte Calvo 2021 für seinen Komödienfilm 8 Rue de l’Humanité. Durch die Schwierigkeiten bei seiner unregelmäßigen Arbeitssituation (Dreharbeiten, Reisen) hatte Calvo mit Übergewicht zu kämpfen, das ihm die Arbeit erschwerte. 2020 schaffte er durch eine strenge Diät, sein Gewicht von 115 kg auf 95 kg innerhalb von nur vier Monaten zu reduzieren.

## Werke (Auswahl)

### Regie
- 4 Latas (2019)

### Filme
- Al otro lado del túnel (1994)
- Los hombres siempre mienten (1995)
- La caja 507, Regie: Enrique Urbizu (2002)
- Desde que amanece apetece (2006)
- Miguel y William (2007)
- Los años desnudos (2008)
- Nacidas para sufrir (2009)
- Amar en tiempos revueltos (2011)* El amor me queda grande (2014)
- La punta del iceberg (2015)
- The Man Who Killed Don Quixote, Regie: Terry Gilliam (2018)
- El Cover, Regie: Secun de la Rosa (2021)
- 8 Rue de l’Humanité, Regie: Dany Boon (2021)

### Kurzfilme
- Sancho, Regie: Hugo De La Riva
- Indetectables. Volcánica, Regie: Alberto Velasco
- El amor me queda grande, Regie: Javir Giner
- Taboulé, Regie: Richard García Vázquez
- 5ºB escalera derecha, Regie: María Adánez
- Todas, Regie: Jose Martret
- Franco no puede morir en la cama, Regie: Manolo Bonilla
- El nacimiento de un imperio, Regie: José María Borrel
- El alquiler, Regie: Rafael Goicoechea

### Fernsehproduktionen
- Veneno – Atresmedia
- Isabel – TVE
- Amar en tiempos revueltos – TVE
- Con dos tacones – Boca Boca P.C. TVE
- Manos a la obra – Aspa Cine-Video. Antena3 (1998–2001, 5 Staffeln)
- Todos los hombres sois iguales. Boca Boca P.C. Telecinco
- Más que amigos – Telecinco
- La casa de los líos – Antena3
- Tren de cercanías – TVE
- Farmacia de guardia – Antena3
- Los ladrones van a la oficina – Antena3
- Una gloria nacional – TVE

### Bühne
- Las criadas, Regie: Luis Luque
- Huit euros de l´heure,  Théâtre Antoine
- Dentro de la Tierra, Regie: Luis Luque
- Invencible, Regie: Daniel Veronese
- El difícil equilibrio,  Creación Propia
- El eunuco, Regie: Pep Anton Gomez
- Las huérfanas, Regie: Miguel Albaladejo
- Qué maravilla, Creación Propia
- El inspector, Regie: Miguel Del Arco
- Luces de Bohemia, Regie: Lluis Homar
- Tantas voces, Regie: Natalia Menéndez
- Que viene Richi, Regie: Carmen Losa
- Así es (Si así os parece), Regie: Miguel Narros
- Esta noche viene Pedro, Regie: Tomeu Cañellas
- La cena de los idiotas, Regie: Paco Mir
- Atraco a las tres, Regie: Esteve Ferrer
- La dama boba, Regie: Laila Ripoll
- Aquellas colinas azules, Regie: Pilar Massa.
- Amor, coraje, compasión, Regie: Ángel García Moreno

### Sonstiges
- Hable con ella (Supervisor für visuelle Effekte, 2002)
- La Mala Educación (Supervisor für visuelle Effekte, 2003)

## Auszeichnungen
- 2007: Premio Mejor Actor de Reparto Unión de Actores für Así es (Si así os parece)
- Mejor actor en el festival de Cine de Puerto Rico